# DRG Lớp SVT 877

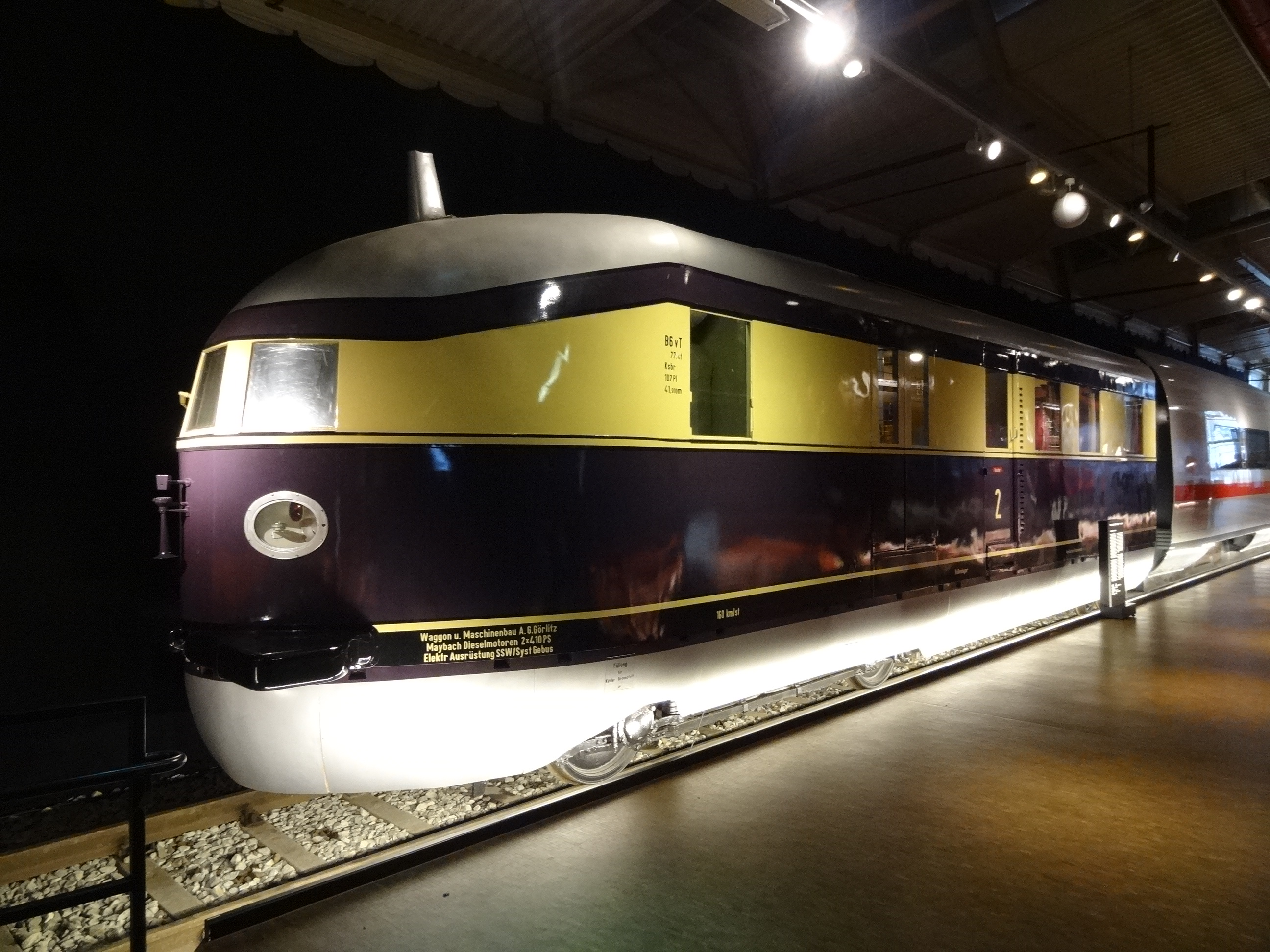
Đầu tàu Hamberger Bay

DRG Lớp SVT 877 Hamburger Bay – đôi khi cũng được gọi ở Đức là Fliegender Hamburger – là con tàu hỏa cao tốc đầu tiên chạy bằng diesel đã được Đức chế tạo và phát triển, được thiết lập các tuyến đường tàu cao tốc nhanh nhất thường xuyên. Một cái tên chính xác là Baureihe SVT 877,  xe lửa chạy bằng dầu diesel- đã được sử dụng để thực hiện việc chuyên chở hành khách trên tuyến đường sắt từ Berlin đến thành phố Hamburg dòng (khoảng 286 km hay 178 mi). Nó đã phục vụ trong năm 1933.

## Phát triển kỹ thuật
Tờ Hamburg, một tàu hỏa bao gồm hai toa xe – gồm có một cabin người lái và cabin hành khách – được lệnh của Công ty đường sắt Đức năm 1932 từ xe chở lương thực và Maschinenbau AG Gorlitz. Tàu đã được chuyển vào đường sắt năm 1932 và đưa vào phục vụ trong năm 1933.
Tàu đã được sắp xếp một cách hợp lý, sau khi cuộc thí nghiệm đường hầm gió một loại nghiên cứu đó là phong bởi nhà phát triển của cao tốc liên đô toa xe Đạn, một vài năm trước. Các Fliegender Hamburger thiết kế rất giống với viên đạn. Mỗi hai toa tàu đã có một động cơ diesel 12 xi-lanh Maybach với một chiều điện phát trực tiếp cùng với nó, mà lái một Tatzlager-động cơ kéo. Hai công cụ phát triển một kết hợp sức mạnh của 604 kW.
Tàu đã có áp dụng một phanh khí nén được phát triển từ một đường sắt điện từ phanh. Tại vận tốc 160 kilômét trên giờ (99 mph), nó cần có đến 800 mét (2.600 ft) để đến để phanh lại hoàn toàn.

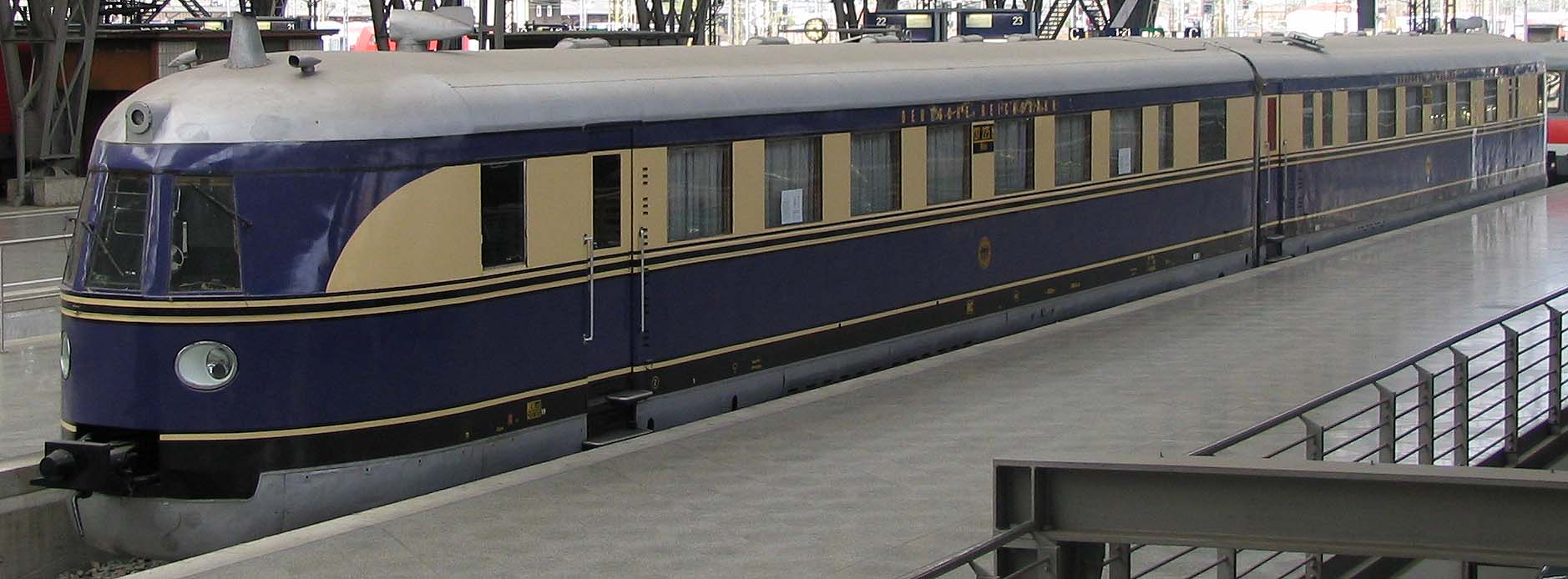
DRG Lớp SVT 137 Hamburg (không phải là Hamberger Bay), ở trạm ga tàu Leipzig

## Việc làm của các công ty đường sắt Đức
Từ ngày 15 Tháng năm 1933, tàu chạy thường xuyên giữa các tuyến đường sắt bắt đầu từ thủ đô Berlin (nhà ga Lehrter) và ga trung tâm Hamburg. Xe lửa đi 286 kilômét (178 mi) trong 138 phút – một tốc độ ngạc nhiên khi tốc độ trung bình của nó là 124 kilômét trên giờ (77 mph). Hoạt động này là chỉ bằng 64 năm sau đó, như những đường sắt Đức bắt đầu sử dụng Intercity-Express., xe lửa giữa hai thành phố tháng 5 năm 1997.